# Villa Borghese Pinciana

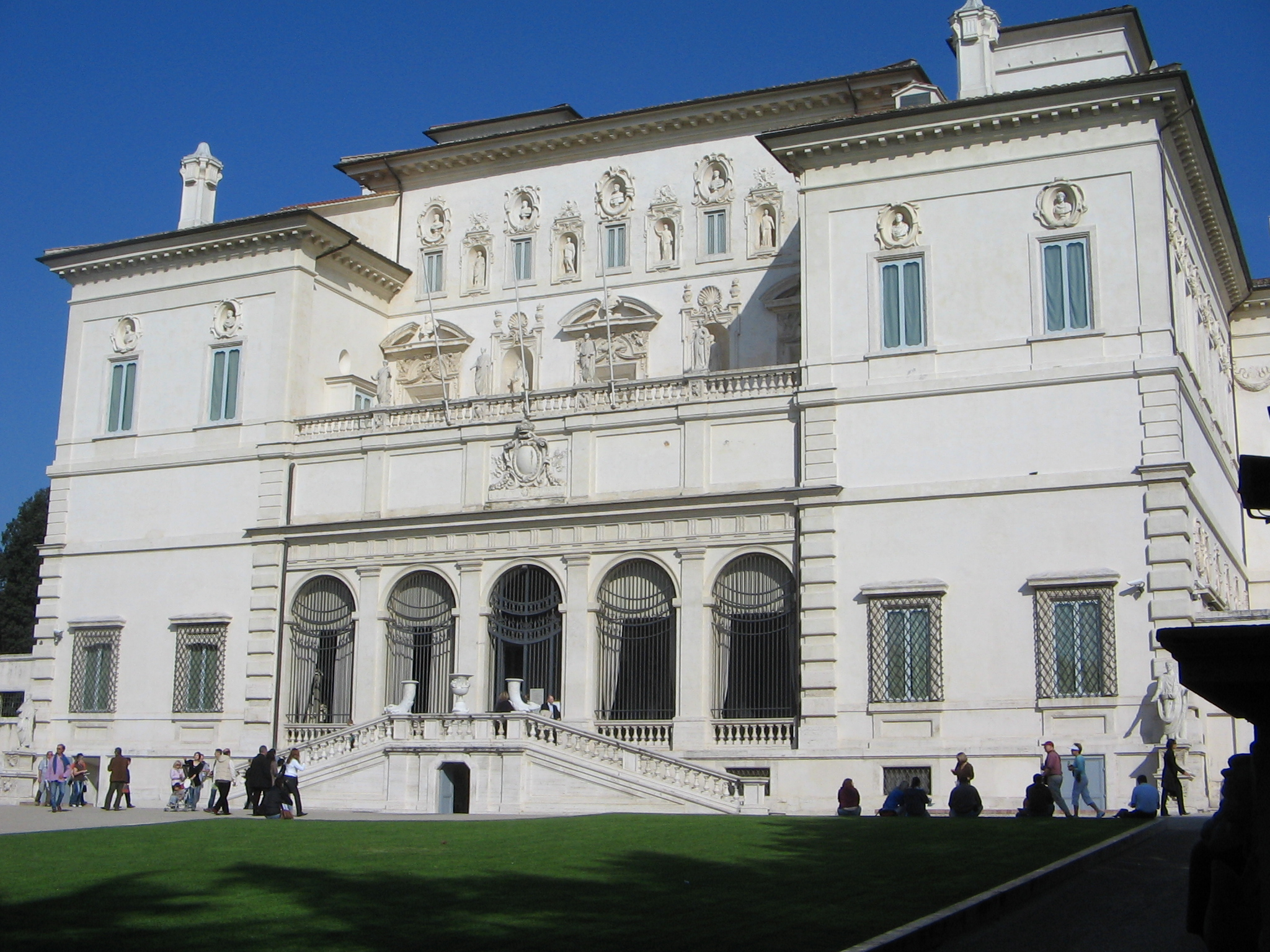
Fachada de la Villa Borghese Pinciana.

La Villa Borghese Pinciana es un palacio situado en Roma, enclavado en los jardines de Villa Borghese. Alberga actualmente la Galería Borghese.

## Historia

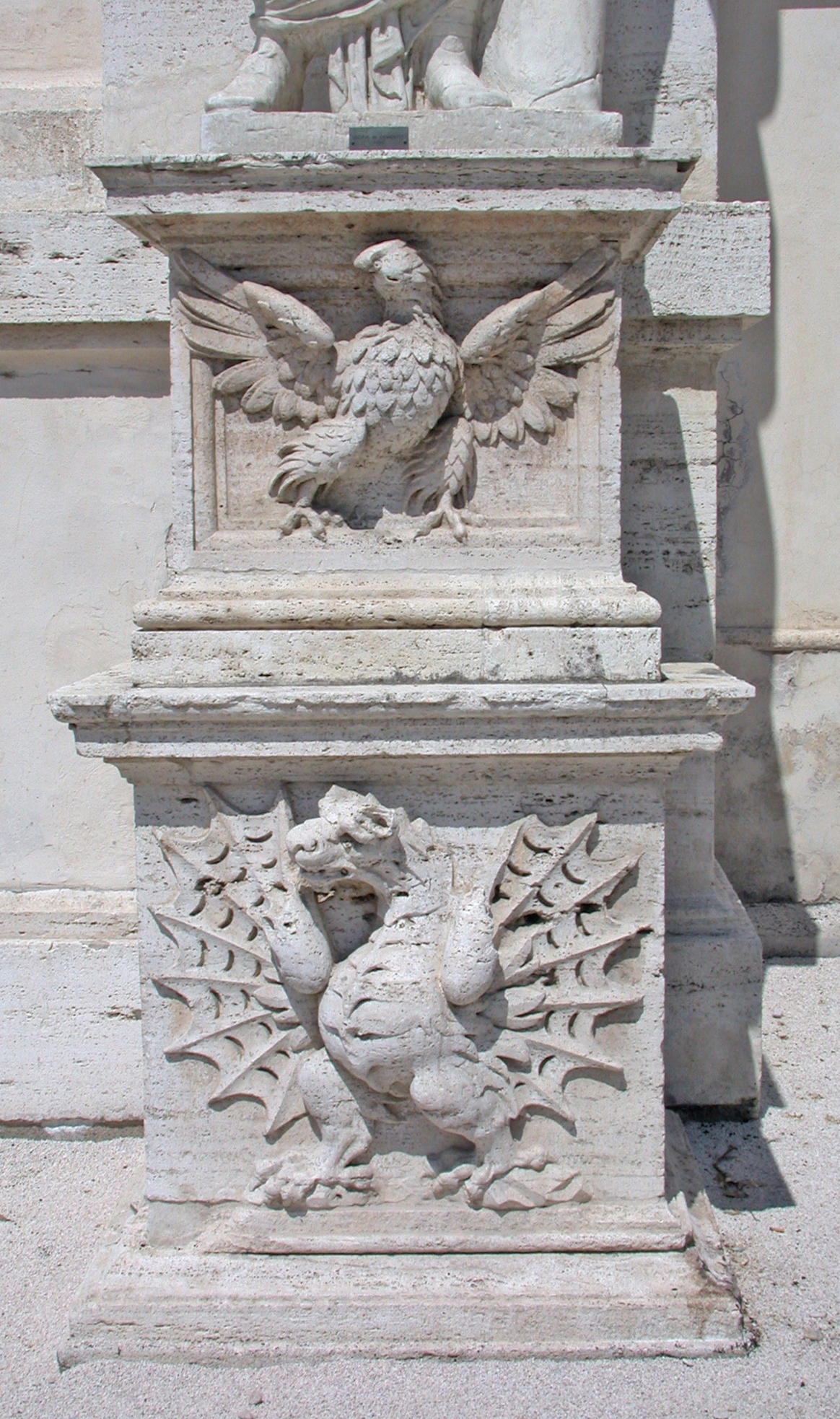
Detalle de la decoración en la columna de la Casina, con el escudo de armas de los Borghese: dragón alado y el águila coronada.

El edificio principal de la villa que en la actualidad alberga la Galería Borghese es obra del arquitecto Flaminio Ponzio. Su edificación comenzó en 1612 por encargo del cardenal Borghese, que la usó como villa suburbana, a las afueras de la Ciudad Eterna. Pero en 1613, Ponzio falleció y es sucedido en la obra por Giovanni Vasanzio (cuyo verdadero nombre era Jan van Santen), que proyectó una fachada con una terraza en forma de U, decorando el conjunto con nichos, vanos, estatuas clásicas y relieves.
La Villa Borghese-Pinciana o Casina Borghese se erigía ya con fama en las afueras de la  Roma del siglo XVII. En 1644, el viajero británico, John Evelyn la describió como un «Eliseo del placer con fuentes de variados mecanismos, olivares y pequeños arroyos de agua». Evelyn también dijo que era un «vivero» de avestruces, pavos reales, cisnes y grullas y «diversas y extrañas bestias». 
El príncipe Marcantonio IV Borghese (1730 - 1800) mandó rediseñar los jardines al estilo inglés y en 1775, bajó la dirección del arquitecto Antonio Asprucci, reemplazó los entonces anticuados tapices y colgaduras de cuero de la villa y reordenó las esculturas y antigüedades de los Borghese siguiendo un criterio temático, que fue notablemente acogido por la sociedad romana. La  conversión del edificio en un genuino museo público, que se produjo a finales del siglo XVIII, fue el objeto de una exposición en el Getty Center de Los Ángeles, en 2000, en ocasión de la adquisición del centro de cincuenta y cuatro dibujos relativos a ese acontecimiento. 
En 1808, a consecuencia del déficit en el legado Borghese, el príncipe Camillo Borghese, cuñado de Napoleón, vendió algunas de las esculturas y antigüedades de los Borghese al Emperador. Debido a esto, el Gladiador Borghese, reconocido desde el siglo XVII como una de las más admirables estatuas de la colección, puede en la actualidad apreciarse en el Museo del Louvre de París. 
Finalmente, en 1902, la familia Borghese no puede mantener el alto coste de mantenimiento de la villa y la colección es vendida al Estado italiano por un total de 3,6 millones de liras. En 1903, se separan los jardines de la Casina Borghese, vendiéndose éstos primeros al ayuntamiento de Roma que los convierten en parque público, hasta la actualidad. 
El edificio fue restaurado íntegramente por última vez de 1995 a 1997, reconstruyéndose la escalera doble del pórtico, así como su interior.
Para más información, véase Galería Borghese.